# Acanthodesmos distichus
Acanthodesmos es un género monotípico de plantas fanerógamas perteneciente a la familia de las asteráceas. Su única especie, Acanthodesmos distichus, es originaria del Caribe.

## Taxonomía
Acanthodesmos distichus fue descrita por C.D.Adams & du Quesnay y publicado en Phytologia 21(6): 405. 1971.